# Loveland (Colorado)
Loveland ist eine Stadt im Larimer County im US-Bundesstaat Colorado, Vereinigte Staaten, am Ufer des Big Thompson Rivers.
Loveland ist national bekannt als die Heimat des Re-Mailing-Program zum Valentinstag. Jedes Jahr werden hunderttausende Briefe mit selbst gedichteten Versen beantwortet und „handgestempelt“ wieder zurückgeschickt.
Der Loveland Pass, ebenfalls nach William A. H. Loveland benannt, befindet sich nicht in der Nähe dieser Stadt.

## Sehenswürdigkeiten
Etwas außerhalb der Stadt in westlicher Richtung befindet sich Devil’s Backbone Open Space, eine bizarre Felsformation, unter der man sich mit etwas Fantasie die Knochen einer Wirbelsäule vorstellen kann. Von dem Wanderweg am Devil’s Backbone hat man einen beeindruckenden Ausblick auf die Rocky Mountains.
Am östlichen Rand der Stadt direkt an der Interstate 25 befinden sich zwei große Einkaufszentren: Die Centerra Mall östlich der I-25 und eine Outlet-Mall westlich der I-25.

## Verkehr
- Allegiant Air bedient den Flughafen Fort Collins-Loveland Municipal Airport.

## Bildung
- Colorado Christian University

## Söhne und Töchter der Stadt
- Cindy Oak (* 1961), ehemalige Skirennläuferin aus den USA